# Neoserica montana
Neoserica montana är en skalbaggsart som beskrevs av Moser 1915. Neoserica montana ingår i släktet Neoserica och familjen Melolonthidae. Inga underarter finns listade i Catalogue of Life.